# Szent Dymphna
Dymphna a katolikus és a keleti ortodox hagyományokban tisztelt keresztény szent. A hagyomány szerint a 7. században élt, és az apja által mártírhalált halt.
Dymphna történetét először a 13. században jegyezte fel a franciaországi Cambrai-ban található Aubert of Avranches templomának kanonokja. A művet Laoni Guiard of Laon, Cambrai püspöke (1238–1248) rendelte meg. A szerző kifejezetten kijelentette, hogy műve egy régóta fennálló szájhagyományon, valamint az elmebetegek csodás gyógyulásainak meggyőző történetén alapul.

## A nevéről
Dymphna neve (kiejtése /ˈdɪmfnə/ DIMF-nə vagy /ˈdɪmpnə/ DIMP-nə) az ír damh ('költő') és -ait ('kis' vagy 'nőnemű') utótagból ered, tehát 'költőnő'. Írják még Dimpna, Dymphnart, Dympna vagy Damnat néven is, ez utóbbi közelebb áll az ír Damhnait írásmódhoz (kiejtése [ˈd̪ˠəun̪ˠətʲ]).

## Életének és halálának története
A katolikus és ortodox hagyomány szerint Dymphna a 7. században született Írországban. Dymphna apja, Damon Oriel kiskirálya volt. Édesanyja hívő keresztény volt.
Amikor Dymphna 14 éves volt, Krisztusnak szentelte magát, és szüzességi fogadalmat tett. Nem sokkal később édesanyja meghalt. Damon mélyen szerette a feleségét, és a halála után a lelki egészsége erősen megromlott. Végül a király tanácsadói nyomást gyakoroltak rá, hogy házasodjon újra. Damon beleegyezett, de csak azzal a feltétellel, hogy menyasszonya ugyanolyan szép lesz, mint elhunyt felesége. Eredménytelen keresgélés után Damon az anyjára való erős hasonlósága miatt kezdte megkívánni a lányát.
Amikor Dymphna értesült apja szándékairól, megesküdött, hogy megtartja fogadalmát, és gyóntatójával, Gerebernus atyával, két megbízható szolgájával és a király bolondjával együtt elmenekült az udvarából. Együtt a kontinens felé hajóztak, végül a mai Belgium területén kötöttek ki, ahol Geel városában találtak menedéket.
Az egyik hagyomány szerint, miután letelepedett Geelben, Dymphna hospice-t épített a környék szegényei és betegei számára. Apja azonban végül a vagyonának felhasználásával állapította meg a lány hollétét, mivel a felhasznált érmék egy része lehetővé tette apja számára, hogy Belgiumig kövesse őket. Damon ügynökeit küldte a lánya és társai üldözésére. Amikor rejtekhelyüket felfedezték, Damon Geelbe utazott, hogy visszaszerezze lányát. Damon megparancsolta katonáinak, hogy öljék meg Gerebernust, és megpróbálta Dymphnát arra kényszeríteni, hogy térjen vissza vele Írországba, de a lány ellenállt. Damon dühében kardot rántott, és lecsapta lánya fejét. A lány állítólag 15 éves lehetett, amikor meghalt. Miután Dymphna és Gerebernus meghalt, Geel lakói egy közeli barlangban eltemették őket. Évekkel később úgy döntöttek, hogy a maradványokat egy alkalmasabb helyre viszik.
1349-ben Geelben templomot építettek Dymphna tiszteletére. 1480-ra már annyi zarándok érkezett Európa minden tájáról, akik pszichiátriai betegségek miatt kerestek kezelést, hogy a templomot kibővítették. Hamarosan az "őrültnek" tartott emberek számára fenntartott szentély ismét zsúfolásig megtelt, és a városlakók elkezdték befogadni őket a saját házaikba. Így kezdődött a pszichiátriai betegségekben szenvedők folyamatos ellátásának hagyománya, amely több mint 500 éven át fennmaradt, és amelyet ma is tanulmányoznak és csodálnak. A betegeket Geel lakosai otthonukba vitték és viszik ma is. Soha nem nevezik őket betegeknek, hanem bentlakóknak, és a város rendes és hasznos tagjaiként kezelik őket, mint a befogadó család tagjait. Dolgoznak, legtöbbször alantas munkát végeznek, és cserébe a közösség részévé válnak. Néhányan néhány hónapig, néhányan évtizedekig, néhányan egész életükön át maradnak. Az 1930-as években, a csúcson több mint 4000 "panziós" lakott a város lakói között.

## Tisztelete
Dymphna földi maradványait később ezüst ereklyetartóba helyezték, és a tiszteletére elnevezett geeli templomban helyezték el. Gerebernus maradványait a németországi Xantenbe szállították. A 15. század végén az eredeti geeli Szent Dymphna-templom leégett. Ekkor épült egy második Szent Dymphna-templom, amelyet 1532-ben szenteltek fel. A templom ma is azon a helyen áll, ahol a feltételezések szerint először temették el a testét.
A XIX. századi ír katolikus pap, John Canon O'Hanlon szerint Dymphna és Gerebernus Antwerpenbe érkezésének emléknapját egy karthauzi mártírológia szerint április 11-én ünnepelték, főünnepük azonban május 15-én, végső vértanúságuk napján volt. A hagyomány szerint csodák történtek közvetlenül Dymphna sírjának felfedezése után.
Dymphna Éire liliomaként ismert, makulátlan erénye miatt. A hagyomány szerint koronát viselve, hermelinbe és királyi ruhába öltözve, karddal a kezében ábrázolják. A modern változatokban a kardot esetlenül tartja, mivel az a mártíromságát jelképezi, de a régebbi változatokban, amelyek számos szobron és üvegfestményen láthatók, a kardja egy démon nyakát szúrja, ami a démonölő címet szimbolizálja. Gyakran ábrázolják úgy is, hogy kezében lámpást tart, lábánál pedig a láncra vert ördögöt.
Egyes modern szentképek zöld-fehérben ábrázolják Dymphnát, kezében könyvvel és fehér liliomokkal.
2022-ben a belgiumi Geelben található Szent Dymphna-templomban kiállítást rendeztek, amelyen Goossen Van der Weyden restaurált, Dymphnát tisztelő oltárképe látható.

## Védnökség
Dymphna a mentális betegségek védőszentje.
Az amerikai Szent Dymphna nemzeti kegyhely az Ohio állambeli Massillonban található Szent Mária katolikus templomban található. 2015-ben tűzvész pusztította el a kegyhelyet, de 2016 decemberében újra megnyílt, és még mindig nyitva áll a zarándokok és látogatók előtt. A Szent Dymphna Speciális Iskola az Ír Köztársaság Mayo megyéjében, Ballinában található, és a Western Care Association védnöksége alatt működik.

## Fordítás
Ez a szócikk részben vagy egészben  a   Dymphna című angol Wikipédia-szócikk fordításán alapul.  Az eredeti cikk szerkesztőit annak laptörténete sorolja fel. Ez a jelzés csupán a megfogalmazás eredetét és a szerzői jogokat jelzi, nem szolgál a cikkben szereplő információk forrásmegjelöléseként.